# La Hea-won
La Hea-won (ur. 28 czerwca 1986 w Seulu w Korei Południowej) – południowokoreańska siatkarka, grająca jako przyjmująca. Obecnie występuje w drużynie GS Caltex.